# Abd al-Aziz ibn Uthman

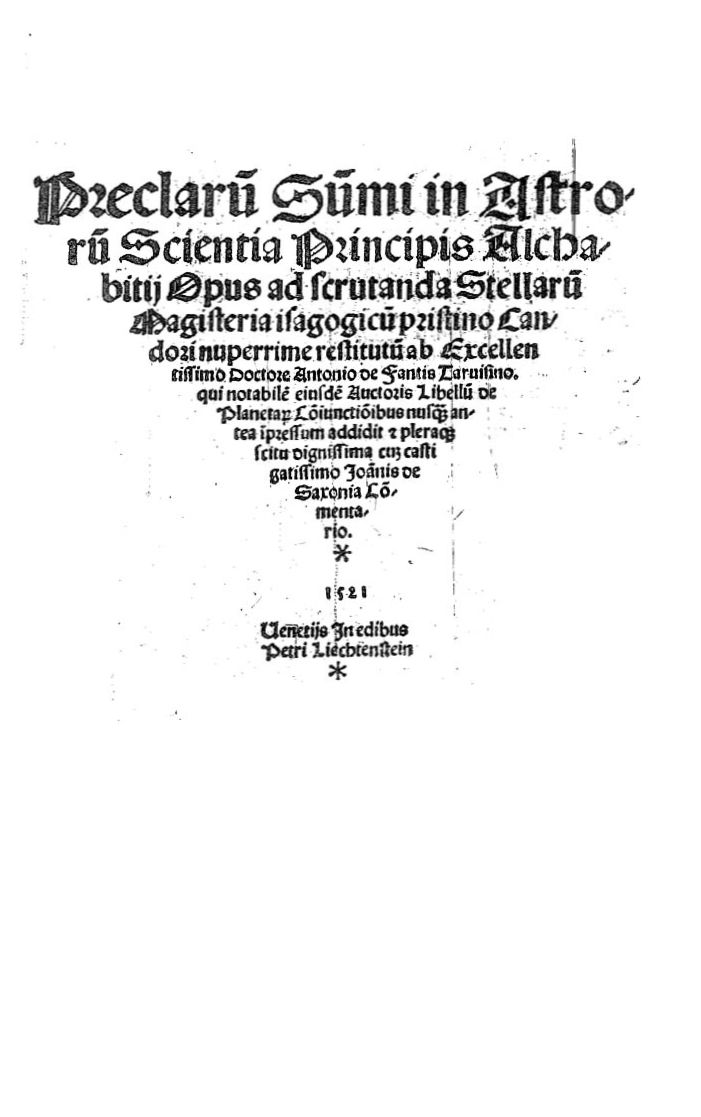
Opus ad scrutanda stellarum magisteria isagogicum, 1521

Abū s-Saqr ʿAbd al-ʿAzīz ibn ʿUthmān al-Qabīsī (arabisch عبد العزيز بن عثمان أبو الصقر القبيصي, DMG Abū ṣ-Ṣaqr ʿAbd al-ʿAzīz ibn ʿUṯmān al-Qabīṣī; gestorben 967 in Aleppo; latinisiert: Alcabitius, Alkabitius oder Alchabitius) war ein arabischer Astrologe und Mathematiker des 10. Jahrhunderts.
Weiterhin ist mit dem Namen Alcabitius eine Methode zur Bestimmung der Häuser des Horoskops verbunden, er war es nämlich, der Al-Battanis Tagbogen-Methode im Abendland bekannt machte. Dieses Verfahren ist heute als Alcabitius-Häusersystem geläufig.

## Leben
Ein Geburtsdatum ist nicht überliefert. Der Name Al-Qabīṣī deutet darauf hin, dass er entweder aus Qabīṣa bei Al-Mawsil (heute Mossul) oder Qabīṣa bei Samarra stammt, beide im heutigen Irak. Er studierte in Al-Mawsil Astrologie bei ʿAlī ibn Aḥmad al-ʿImrānī (gest. 955/956) und wurde bald ein anerkannter Experte für das Almagest des Ptolemäus. Al-ʿImrānī erwähnt Al-Qabīṣī in seiner Schrift De electionibus horarum.
Zuletzt hielt Al-Qabīṣī sich anscheinend am Hof des Emirs von Aleppo Saif ad-Daula auf, dem er vier seiner Werke widmete. 967 ist Al-Qabīṣī in Aleppo gestorben.
Al-Qabīṣī, who came from either the Qabīṣa near Al-Mawsil (Mosul) or that near Sāmarrā’ (both are in Iraq), studied under ‘Alī ibn Aḥmad al-’Imrānī in Al-Mawsil and became a recognized authority on Ptolemy’s Almagest (according to Ibn al-Qiftāī, in 980/981). Al-’Imrānī, who died in 955/956, does in fact refer to al-Qabīṣī in his De electionibus horarum ().

## Libellus isagogicus: Die Einführung in die Astrologie
Er hat eine Reihe von Werken über Astrologie und Mathematik verfasst. Bedeutung erlangt hat allerdings nur seine Einleitung in die Kunst der Sterndeutung (Kitāb al‐mudkhal ilā ṣināʿat aḥkām al‐nujūm). Das Saif ad-Daula gewidmete Werk wurde frühestens 948/949 verfasst, was aus einem der Beispielhoroskope hervorgeht.
Das Werk wurde von 1142 Johannes Hispalensis ins Lateinische übersetzt und 1331 von Johann Dank aus Sachsen kommentiert, dem Rektor der Pariser Universität. Dieser Kommentar begleitete die Druckausgaben gewöhnlich ab der Radtolt-Ausgabe (Venedig 1485). Es sind von der Einleitung 24 arabische Manuskripte bekannt, datierende von 1191 bis 1754, außerdem 3 hebräische, sowie über 200 lateinische. Zwischen 1473 und 1521 wurde das Werk 12 mal gedruckt.
Zudem sind auch (drei) deutsche Übertragungen aus dem 14. und 15. Jahrhundert nachweisbar.
Neben dem Introductorium in astronomiam von Albumasar war das Libellus isagogicus des Alcabitius während der ganzen Frühen Neuzeit das maßgebliche Lehrbuch zur Astrologie, die seinerzeit an den Universitäten als Teil der Medizin unterrichtet wurde.
Die heutige Bedeutung des Werkes liegt vor allem in den von ihm zitierten Autoren, darunter sassanidische und indische Literatur, al-Kindī, Masha'allah, Ptolemäus, Dorotheos von Sidon, Vettius Valens und  Hermes Trismegistos. 2004 erschien in einer Reihe von Arbeiten des Warburg Institutes eine von Charles Burnett, Keiji Yamamoto und Michio Yano herausgegebene Edition der Einführung mit arabischen Quellen, dem Text der lateinischen Übersetzung und einer englischen Übersetzung.

## Werke
Kitāb al‐mudkhal ilā ṣināʿat aḥkām al‐nujūm
Al-Qabīsīs bekanntestes Werk. Eine Einführung in die Astrologie in 5 Kapiteln.
Druckausgaben:
- Libellus ysagogicus Abdilazi ad magisterium judiciorum astrorum Interpretatus a Joanne Hispalensi. Radtolt, Venedig 1485.
- Preclarum summi in astrorum scientia Alchabitii opus ad scrutanda stellarum magisteria isagogicum pristino candori nuperrime restitutum ab. Melchior Sessam, Venedig 1512, Digitalisat.

Kitāb fī jawāmiʿ ʿilm al‐nujūm
Ein Kommentar zu Farghānīs Kitāb al‐fuṣūl.
Risāla fī al‐abʿād wa‐ʾl‐ajrām
Eine Abhandlung über die Entfernung und Größe der Planeten.
Risāla fī imtiḥān al‐munajjimīn
Abhandlung zur Prüfung von Astrologen. Enthält 30 astronomische oder astrologische Fragen mit Antworten. Aufgrund der Antworten könnten Astrologen nach ihren Kenntnissen in 4 Klassen geordnet werden.
Eine Reihe weiterer Werk sind dem Titel nach aus Al-Qabīsīs Schriften bekannt, aber nicht überliefert.